# Ikedella misakiensis
Ikedella misakiensis är en djurart som tillhör fylumet skedmaskar, och som först beskrevs av Ikeda 1904.  Ikedella misakiensis ingår i släktet Ikedella och familjen Bonelliidae. Inga underarter finns listade i Catalogue of Life.